# 마름
마름(Trapa natans var. bispinosa)은 연못에서 자라는 한해살이풀이다.
진흙 속에 뿌리를 내리며 가느다란 줄기가 물 속에서 길게 자라 물 위에 뜬다. 잎은 마름모꼴의 삼각형으로 빽빽하게 나와 있는데, 잎자루에는 공기가 들어 있는 주머니가 있어서 물 위에 뜰 수 있게 되어 있다. 열매는 핵과로 마름이라고 하는데, 물 속에서 아래를 향해 달리며, 2~4개의 뿔이 있는 독특한 모양을 하고 있다. 주로 연못이나 늪 등에서 볼 수 있다. 마름모라는 도형도 여기에서 나왔다.

## 꽃
7~8월에 잎겨드랑이에서 나온 짧은 꽃자루 끝에 4장의 꽃잎을 가진 흰 꽃이 핀다. 각각의 꽃은 4개씩의 꽃받침조각과 수술을 가지고 있다.

## 열매
납작한 세모꼴 열매는 양쪽에 가시가 있고 매우 딱딱하다. 가을에 익은 열매는 물 속에 가라앉아 이듬해 봄에 싹이 튼다. 열매의 속살은 먹을 수 있는데 밤처럼 맛이 고소하다.

## 사진

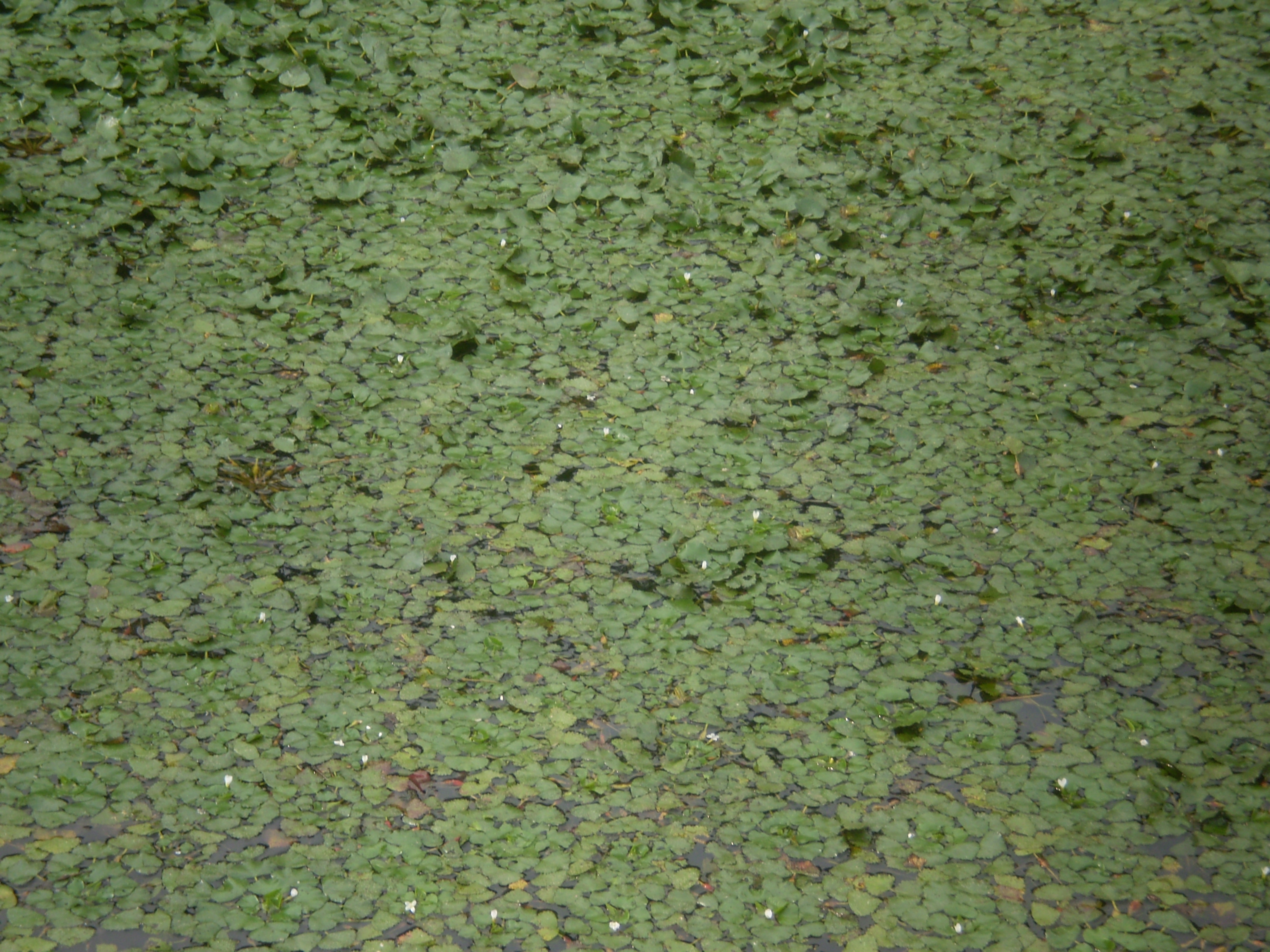
무리 지은 모습
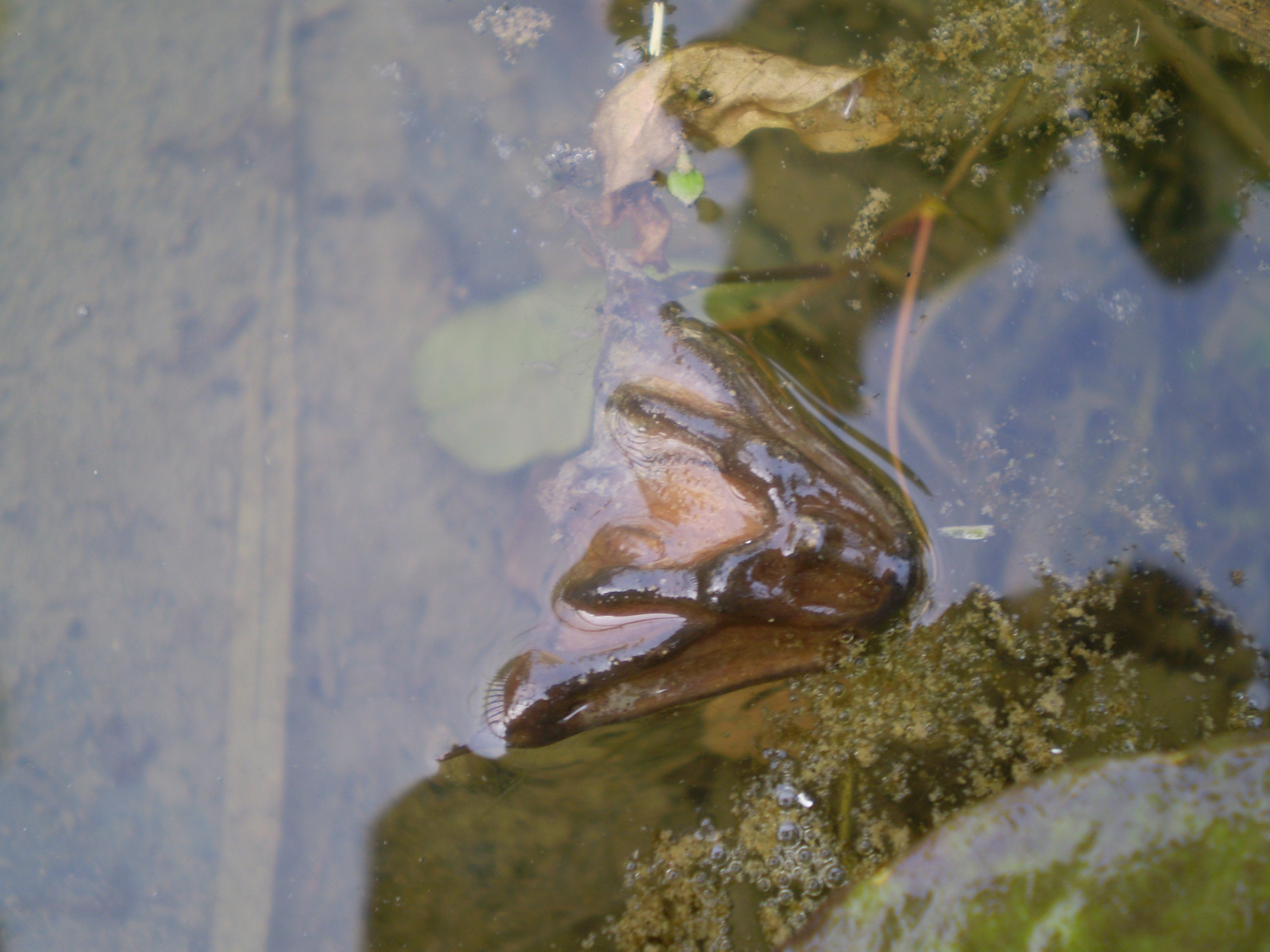
열매
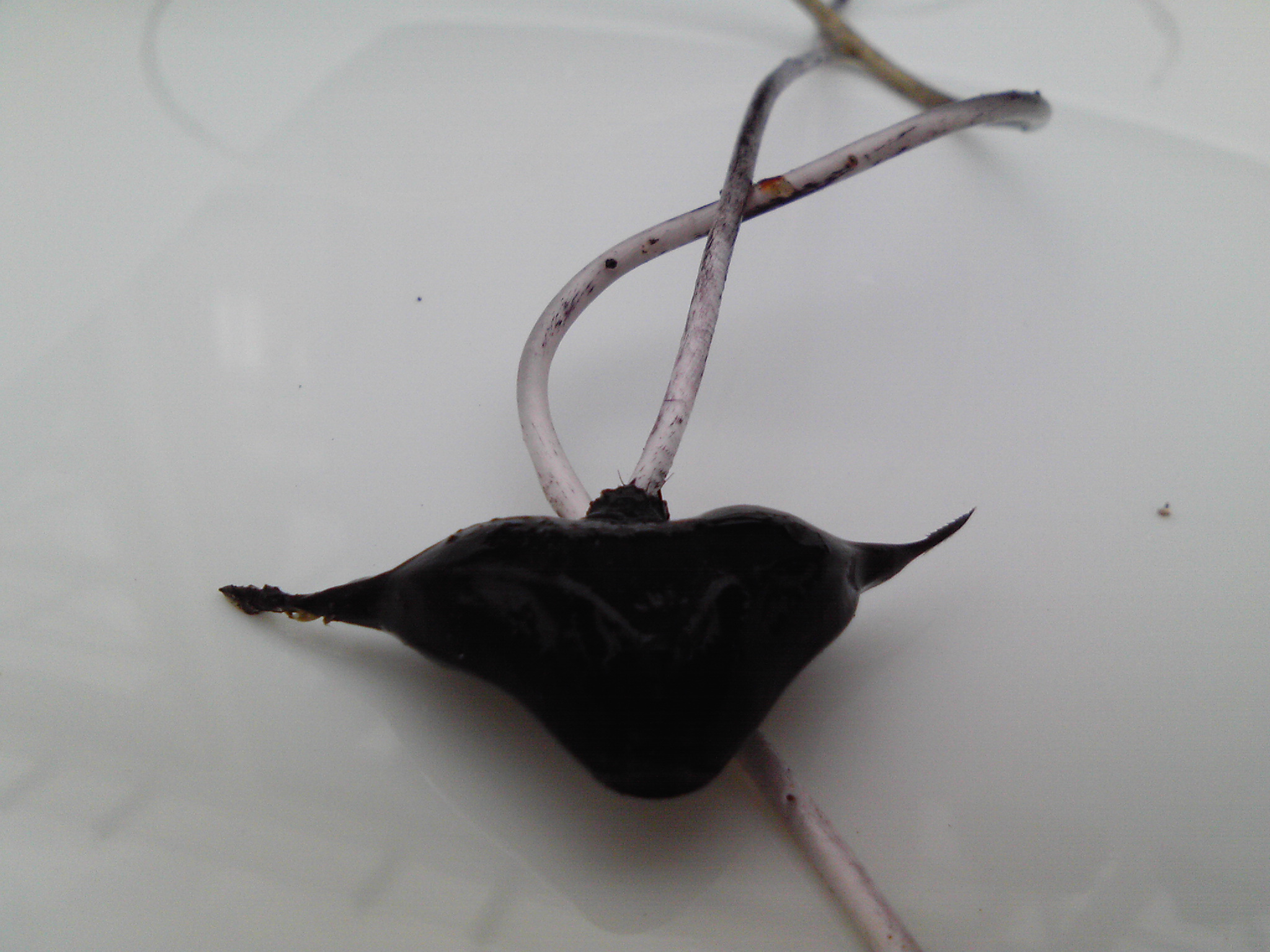
씨